# Florian Schmiedek
Florian Schmiedek (* 1971) ist ein deutscher Psychologe und Professor für Methoden der Entwicklungs- und Pädagogischen Psychologie am DIPF | Leibniz-Institut für Bildungsforschung und Bildungsinformation und der Goethe-Universität in Frankfurt am Main.

## Werdegang
Florian Schmiedek studierte Psychologie an der Universität Mannheim und schloss 2000 mit Diplom ab. An der Freien Universität Berlin promovierte er 2003 zum Dr. phil. mit einer Arbeit über „The Structure of Cognitive Abilities in Old and Very Old Age“. Von 2000 bis 2006 war er Promotionsstipendiat und wissenschaftlicher Mitarbeiter am Max-Planck-Institut für Bildungsforschung, Forschungsbereich Entwicklungspsychologie, in Berlin.
Von 2006 bis 2009 war Schmiedek Juniorprofessor für Kognitive Entwicklungspsychologie an der Humboldt-Universität zu Berlin. 2009 wechselte er auf die W2-Professur für Methoden der empirischen Bildungsforschung mit dem Schwerpunkt Längsschnittliche Analysen am DIPF | Leibniz-Institut für Bildungsforschung und Bildungsinformation und der Goethe-Universität Frankfurt am Main und im Januar 2011 auf die W3-Professur für Methoden der Entwicklungs- und Pädagogischen Psychologie.
Seit 2019 ist er Wissenschaftlicher Leiter des interdisziplinären Forschungszentrums IDeA (Center for Research on Individual Development and Adaptive Education of Children at Risk). Er ist Mitglied in der Deutschen Gesellschaft für Psychologie (DGPs) und der Gesellschaft für Empirische Bildungsforschung (GEBF) und setzt sich aktiv für die Förderung von Nachwuchswissenschaftlern ein. Zusammen mit Johannes Hartig leitet er das institutsinterne interdisziplinäre Promotionsprogramm PhDIPF. Seit 2019 ist er zudem Sprecher des College for Interdisciplinary Educational Research (CIDER) und seit 2022 Sprecher des GRADE Center Education der Goethe-Universität.

## Auszeichnungen
- 2012: Wissenschaftspreis der Wilhelm-Wundt-Gesellschaft für herausragende Leistungen in der psychologischen Grundlagenforschung[5]
- 2003: Gustav-A.-Lienert-Preis für Dissertationen der Fachgruppe Methoden und Evaluation der Deutschen Gesellschaft für Psychologie (DGPs)[6]

## Aktuelle Arbeits- und Forschungsschwerpunkte
Wissenschaftliche Arbeitsgebiete sind Entwicklungsprozesse auf verschiedenen Zeitebenen – von kurzfristigen Schwankungen psychologischer Zustände bis zu langfristigen Veränderungen über die Lebensspanne. Ein Schwerpunkt liegt dabei auf der Untersuchung der intraindividuellen Variabilität von kognitiven Leistungen und emotionalem Wohlbefinden sowie dafür relevanten Einflussfaktoren bei Kindern und Jugendlichen im (Schul-)Alltag.

## Schriften (Auswahl)
- Schmiedek, F., Lövdén, M., Ratcliff, R., & Lindenberger, U. (2023). Practice-related changes in perceptual evidence accumulation correlate with changes in working memory. Journal of Experimental Psychology: General, 152(3), 763–779. doi:10.1037/xge0001290
- Schmiedek, F., Lövdén, M., von Oertzen, T., & Lindenberger, U. (2020). Within-person structures of daily cognitive performance differ from between-person structures of cognitive abilities. PeerJ, 8, e9290. doi:10.7717/peerj.9290
- Schmiedek, F., Lövdén, M., & Lindenberger, U. (2020). Training working memory for 100 days: The COGITO study. In J. M. Novick, M. F. Bunting, M. R. Dougherty, & R. W. Engle (Hrsg.), Cognitive and working memory training: Perspectives from psychology, neuroscience, and human development (S. 40–57). Oxford: Oxford University Press.
- Schmiedek, F., & Neubauer, A. B. (2020). Experiments in the wild: Introducing the within-person encouragement design. Multivariate Behavioral Research, 55(2),     256–276. doi:10.1080/00273171.2019.1627660
- Dirk, J., & Schmiedek, F. (2016). Fluctuations in elementary school children’s working memory performance in the school context. Journal of Educational Psychology, 108(5), 722–739. doi:10.1037/edu0000076
- Schmiedek, F., Lövdén, M., & Lindenberger, U. (2013). Keeping it steady: Older adults perform more consistently on cognitive tasks than younger adults. Psychological Science, 24(9), 1747–1754. doi:10.1177/0956797613479611
- Schmiedek, F., Oberauer, K., Wilhelm, O., Süß, H.-M., & Wittmann, W. W. (2007). Individual differences in components of reaction time distributions and their relations to working memory and intelligence. Journal of Experimental Psychology: General, 136(3), 414‑429. doi:10.1037/0096-3445.136.3.414